# 上萨尔达区
上萨尔达区（羅馬化：Verkhnesaldinskiy rayon）是俄罗斯斯维尔德洛夫斯克州的一个区，行政中心为上萨尔达。该区2021年人口有43,853人；2010年人口49,527；1989年人口26,470。